# Team Plussbank/Saison 2013
Dieser Artikel listet Erfolge und Fahrer des Radsportteams Plussbank in der Saison 2013 auf.

## Zugänge – Abgänge
| Zugänge                  | Team 2012 | Abgänge                | Team 2013          |
| ------------------------ | --------- | ---------------------- | ------------------ |
| Andreas Erland           | Neoprofi  | Jon Anders Grøndahl    | Frøy-Bianchi       |
| Amund Grøndahl Jansen    | Neoprofi  | Niklas Åkvik           | OneCo Cycling Team |
| Kristian Johansson       | Neoprofi  | Øystein Stake Laengen  | OneCo Cycling Team |
| Thomas Larsen            | Neoprofi  | Christian Hals Frivold | Unbekannt          |
| Fridtjof Røinås          | Neoprofi  | Sebastian Kvålsvoll    | Unbekannt          |
| Jørgen Rydland Hodnebrog | Neoprofi  | Torgeir Strandberg     | Unbekannt          |
| Petter Schmidt           | Neoprofi  |                        |                    |
| Sindre Skjøstad Lunke    | Neoprofi  |                        |                    |

## Mannschaft
| Name                     | Geburtstag        | Nationalität |              |
| ------------------------ | ----------------- | ------------ | ------------ |
| Lorents Ola Åsvold       | 9. August 1988    | Norwegen     |              |
| Andreas Erland           | 31. August 1992   | Norwegen     |              |
| Amund Grøndahl Jansen    | 11. Februar 1994  | Norwegen     |              |
| Bjørn Tore Hoem          | 12. April 1991    | Norwegen     |              |
| Sondre Holst Enger       | 17. Dezember 1993 | Norwegen     |              |
| Kristian Johansson       | 20. Dezember 1994 | Norwegen     |              |
| Thomas Larsen            | 22. Mai 1994      | Norwegen     |              |
| Morten Mørland           | 5. Dezember 1986  | Norwegen     |              |
| Fridtjof Røinås          | 8. Februar 1994   | Norwegen     |              |
| Jørgen Rydland Hodnebrog | 24. Juli 1990     | Norwegen     |              |
| Petter Schmidt           | 20. Dezember 1994 | Norwegen     |              |
| Sindre Skjøstad Lunke    | 17. April 1993    | Norwegen     |              |
| Stagiaires               | Stagiaires        | Nationalität | Nationalität |
| Andreas Vangstad         | Andreas Vangstad  | Norwegen     |              |